# Tersana Sporting Club
Tersana Sporting Club é um clube de futebol do Egito sediado em Gizé. Fundado em 1911, disputa atualmente a Primeira Liga Egípcia.

## Títulos
- Egyptian Premier League: 1

(1962/63)
- Copa do Egito 6

(1923, 1929, 1954, 1965, 1967 e 1986)